# Хаундорф
Хаундорф (нем. Haundorf) — община в Германии, в земле Бавария. 
Подчиняется административному округу Средняя Франкония. Входит в состав района Вайссенбург-Гунценхаузен. Подчиняется управлению Гунценхаузен.  Население составляет 2683 человека (на 31 декабря 2010 года). Занимает площадь 51,34 км².
Коммуна подразделяется на 4 сельских округа.

## Население
По оценке на 31 декабря 2015 года население общины Хаундорф составляет 2763 чел. 

| Дата      | 1840 | 1871 | 1900 | 1925 | 1939 | 1950 | 1961 | 1970 | 1987 | 2011 |
| --------- | ---- | ---- | ---- | ---- | ---- | ---- | ---- | ---- | ---- | ---- |
| Население | 1718 | 1774 | 1774 | 1746 | 1631 | 2009 | 1713 | 1721 | 1909 | 2638 |

| Год       | 1960 | 1970 | 1980 | 1990 | 2000 | 2009 | 2010 | 2011 | 2012 | 2013 | 2014 | 2015 |
| --------- | ---- | ---- | ---- | ---- | ---- | ---- | ---- | ---- | ---- | ---- | ---- | ---- |
| Население | 1656 | 1730 | 1851 | 2125 | 2573 | 2650 | 2683 | 2623 | 2633 | 2639 | 2674 | 2763 |